# Primitivismus (Kunst)
Der Begriff Primitivismus wurde erstmals 1861 in Frankreich als kunsthistorischer Begriff gebraucht und bedeutete eine Imitation des Primitiven, wobei man unter den „Primitiven“ zunächst die Italiener und Flamen des 14. und 15. Jahrhunderts verstand. Seit Beginn des 20. Jahrhunderts bezeichnet der Begriff eine „moderne Kunstrichtung, die sich von der Kunst der Primitiven anregen lässt“. Primitivismus ist also keine Bezeichnung der Kunst indigener Völker, der früher so genannten Stammeskunst. Im Webster von 1934 wurde der Begriff im philosophischen Sinne des „Glaubens an die Überlegenheit des primitiven Lebens, Rückkehr zur Natur“ erweitert.

## Frühe Formen
Schon in der Antike gab es Schriften, die den Verlust der Einfachheit und den Mangel an Klarheit z. B. in der Rhetorik beklagten. Im 16. und 17. Jahrhundert begegneten Europäer auf ihren Entdeckungsreisen ihnen unbekannte Gesellschaften und schätzten deren Lebensweisen. Diese „Edlen Wilden“ hielten sie für unverdorben, unschuldig und weise. Ihre reineren Tugenden hätten sie durch einfache Gedanken erreicht – ganz im Gegensatz zur als oberflächlich und verweichlicht angesehenen Künstlichkeit der europäischen Gesellschaft. Im 18. Jahrhundert griffen die Aufklärer diese Ideen auf und sahen im „primitiven Leben“ den von ihnen angestrebten Glückszustand. Diese Euphorie wurde zu einem zentralen Aspekt der fortschrittlichen politischen, religiösen und ästhetischen Ideen seit der Aufklärung. Mit dem Klassizismus setzten sich in der Malerei – teils im Rückgriff auf Vorbilder der Renaissance – die klare, detailgenaue Linie, die Natürlichkeit und Einfachheit als ästhetische Normen durch. So finden sich in fast jeder Epoche Rückgriffe auf ältere, „primitive“ Vorlagen.

## Moderne
Der moderne Primitivismus geht weit über die Forderung nach Klarheit hinaus. Nach William Rubin ist er eines der Schlüsselthemen der Kunst des 20. Jahrhunderts, und zwar zunächst vorrangig durch die Rezeption der damals sog. „Negerkunst“ (art nègre) Afrikas und Ozeaniens, die den Fauvismus, Kubismus und Expressionismus nachhaltig beeinflusste und in engem Zusammenhang mit der Entwicklung des europäischen Kolonialismus stand. 

### Frankreich
Der Begriff des Primitivismus bezeichnete seit etwa 1900 zunächst die Imitation der frühen Italienischen und flämischen Schule, die man aufgrund ihrer ursprünglichen Einfachheit, ihres wenig ausgeprägten llusionismus und ihrer mangelnden perspektivischen Darstellung schätzte.
Zwar konnte schon im Jahr 1882 das Musée d’Ethnographie du Trocadéro eine anschauliche ethnographische Sammlung an Kunstgegenständen aus Übersee vorweisen, doch zeigten Künstler damals noch kein Interesse dafür. Erst 1906 begannen die Fauvisten Sammlungen anzulegen, wobei sie vor allem jene Objekte sammelten, die wegen ihres verhältnismäßig ausgeprägten Realismus der aus dem 19. Jahrhundert überlieferten Definition des „Primitiven“ am meisten entsprachen. Oft wurde dieser stilisierte Realismus von westlichen Missionaren beeinflusst. Ein Einfluss dieser Arbeiten ist in den Werken der Fauvisten ersichtlich.
Das Werk von Paul Gauguin, der einen Wandel von einer Kunst der optischen Wahrnehmung (Impressionismus) zu einer Kunst der geistigen Konzeption erreichte, gilt als Ausgangspunkt des modernen Primitivismus, wobei sein Primitivismus mehr philosophischer als ästhetischer Natur war. Als Kind wurde er 9 Jahre von seiner verwitweten Mutter in Peru aufgezogen und verbrachte sein Leben später in der Weltmetropole Paris als Bankbeamter. Er trennte sich dann von Frau und Kind und von der ganzen ihm verhassten bürgerlichen Gesellschaft und zog zuerst in die Bretagne, dann nach Panama, Martinique, Tahiti und beendete sein Leben auf den Marquesasinseln.

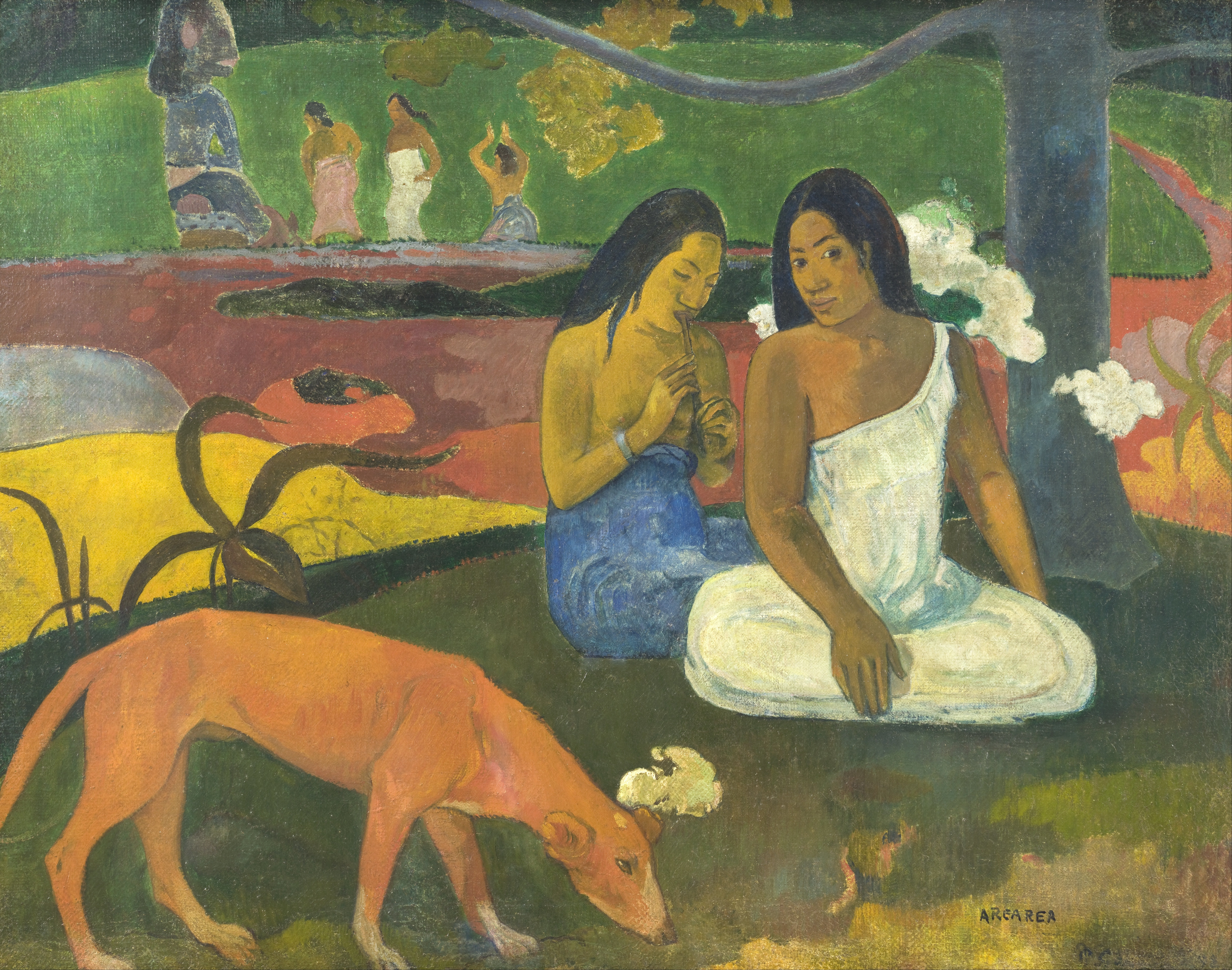
Paul Gauguin: Arearea (1892) – ein Symbol des verloren gegangenen Paradieses. Paris, Musée d’Orsay

Gauguin, eine rastlose und innerlich zerrüttete Person, strebte eine Selbstheilung an und versprach sich diese durch das Studium des Ursprünglichen, Primitiven, und durch die überlegene Kraft vereinfachter Formen. In der „zurückgebliebenen“ Bretagne, in der er ein einfaches Leben führte, erreichte er eine Abwendung vom Impressionismus und damit eine anti-naturalistische Haltung. Für Gauguin blieb im Impressionismus das Hirn ein Sklave der Sinne. Er glaubte an eine Überlegenheit des Geistes gegenüber der Materie (Synthetismus). Ein wichtiger Meilenstein in dieser Entwicklung ist dabei sein Bild aus dem Jahr 1889 „Die Vision nach dem Gebet - Jakobs Kampf mit dem Engel“. Es zeigt einen neuen Formwillen, der stärker von der Phantasie als von Natureindrücken bestimmt wird. Das Bild verbindet Sichtbares (betende Frauen) und Visionäres (Kampf mit Engel). Die polynesische Kunst interessierte ihn nur eingeschränkt; er verwendete sie als dekoratives Hilfsmittel oder Symbol. Auch sah er Kulturen wie die Ägyptens, Kambodschas usw. als primitiv an, welche heute nicht mehr als solche gelten.
Mit Picassos Bild Les Demoiselles d’Avignon von 1907 lässt sich eine entscheidende Wende in der Entwicklung des Primitivismus erkennen. Seinen kurz vor Fertigstellung des Bildes erfolgten Besuch im Ethnographischen Museum des Trocadéro bezeichnete er als Schock, aber auch als Offenbarung. Picasso und die Kubisten „schufen“ in Paris den Primitivismus des 20. Jahrhunderts, indem sie direkt auf einzelne Werke indigener Künstler eingingen. Der Fauvismus war ihnen nicht „wild“ genug. Die „primitive“ Kunst der Kubisten hatte nun eine konkrete, enger gefasste und mehr ästhetische als philosophische Bedeutung. Von wesentlichem Einfluss auf die Kubisten war die Collection Baud, eine der wenigen in der französischen Kolonialzeit entstandenen Sammlungen afrikanischer Volkskunst, die den Begriff art Nègre mitprägte.

### Russland

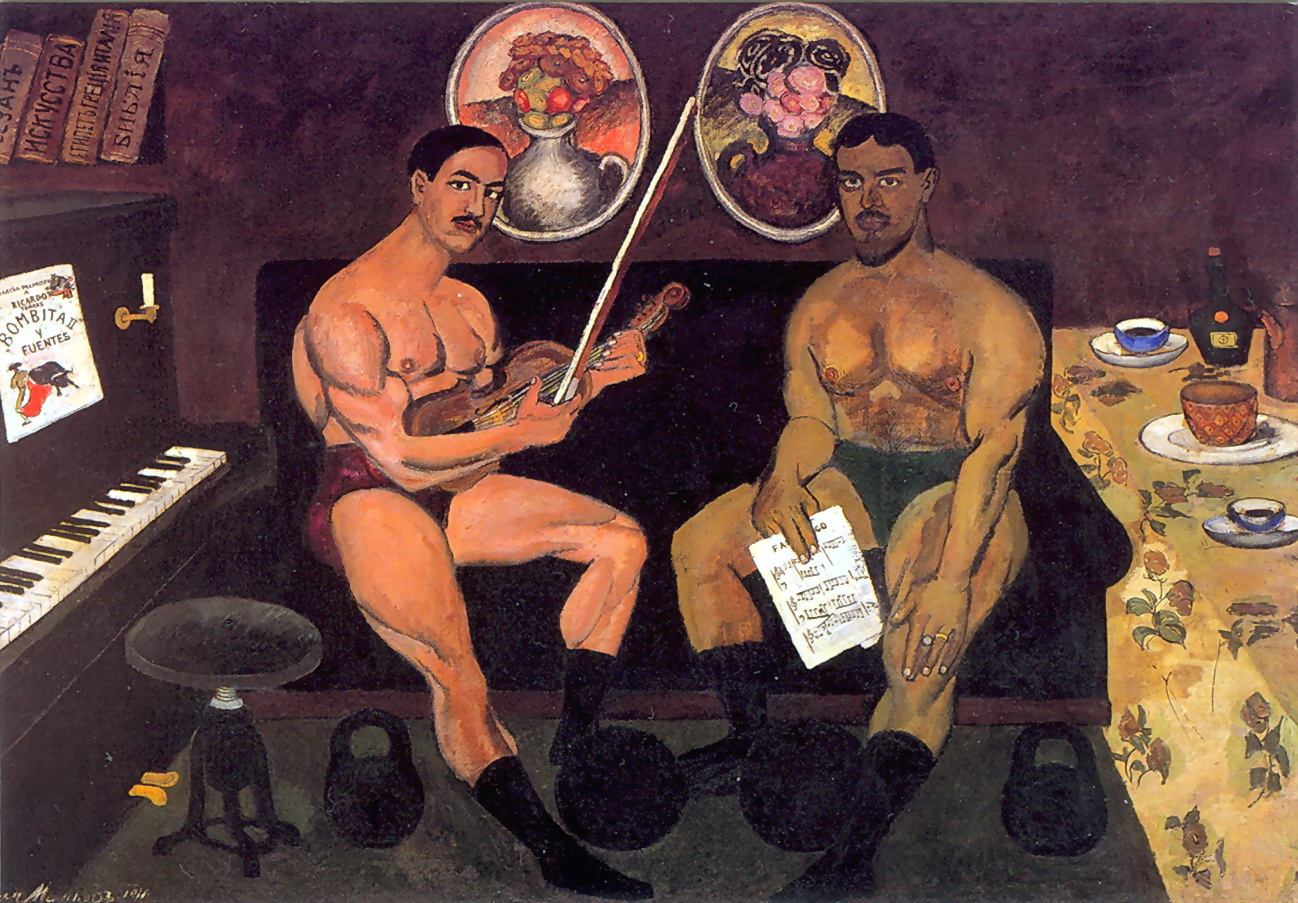
Olja Iwanowitsch Maschkow: Selbstporträt und Porträt von Piotr Konchalovski (1910). Beide Maler waren Mitglieder der Gruppe „Karo-Bube“.

Russische Künstler der Avantgarde wie Welimir Chlebnikow, die 1909 gegründete russische Künstlergruppe „Karo-Bube“ um Michail Fjodorowitsch Larionow, benutzten Motive der indigenen Kunst als Metaphern für die Kräfte der Natur. 1911 veröffentlichte der ukrainische Maler Alexander Wassilowitsch Schewtschenko (1883–1943) ein „neo-primitivistisches Manifest“, das zum Ausbruch aus der urbanisierten und technisierten Welt aufrief. Die russischen Primitivisten verbanden den Primitivismus jedoch bald mit den Darstellungsmitteln der geometrischen Abstraktion, des Futurismus oder Rayonismus.

### Andere Länder
Auch Paul Klee, Joan Miró, Alberto Giacometti, Ossian Elgström, der seine Anregungen aus Lappland bezog, oder Alexander Calder benutzten diese Motive der Naturvölker als Metapher für die Kräfte der Natur.

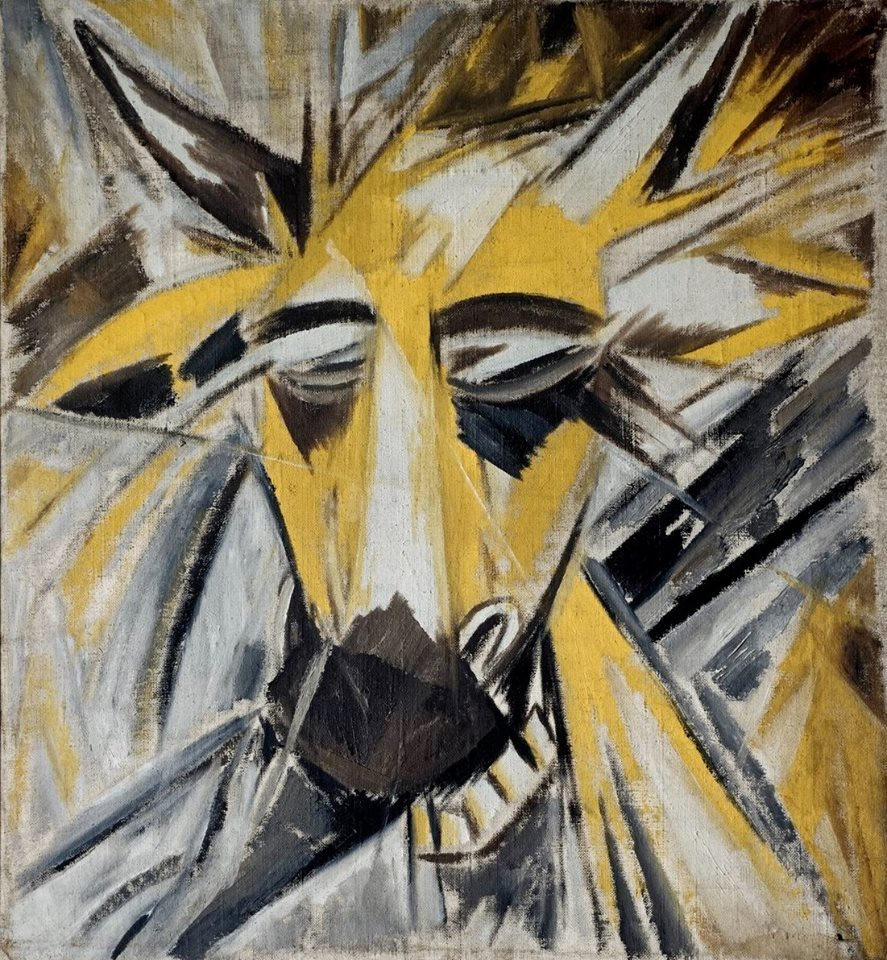
M. F. Larionow: Stierkopf (1913) – ein Beispiel für den Rayonismus

Die Malerin Tarsila do Amaral, eine der bedeutendsten Malerinnen des modernismo brasileiro, schuf von Paris aus Werke – die bekanntesten sind A Negra (1923) und Abaporu (1928) –, die die brasilianische Identität weiterentwickeln sollten, indem sie die Indigenen Brasiliens darstellten. Diese Werke waren zwar vom europäischen Kubismus beeinflusst (man spricht von der Picasso Brasiliens), grenzten sich aber von deren Eurozentrismus ab. Bezweifelt wurde von den brasilianischen Modernisten, dass der europäische Primitivismus, so in den Werken der Kubisten authentisch sei. Auch die Bali-Bilder des deutschen Malers Walter Spies werden dem Primitivismus zugerechnet.
1937 bildete der von den Nationalsozialisten verfemte Primitivismus einen Schwerpunkt in der Ausstellung „Entartete Kunst“. Viele Bilder wurden aus Museen entfernt, beschlagnahmt, ins Ausland verkauft oder verbrannt.

## Der Primitivismusdiskurs
Kunsttheoretiker wie Robert Goldwater nutzten in den 1930er und 1940er Jahren den Begriff des Primitivismus für surrealistische Montagen, Collagen und Zitate von indigener, archaischer oder religiöser Kunst, gefundenen Gegenstände, Antiquitäten oder ethnologischen Objekten, die durch ihre provozierende Gegenüberstellung „primitive“, träumerische exotische oder erotische Assoziationen auslösten. Christian Zervos betonte demgegenüber die Anleihen der modernen Primitivisten bei der archaischen Kunst der Mittelmeerwelt. 
Carl Einstein begründete den modernen Primitivismusdiskurs. Eine Steigerungsform des Primitivismus war für ihn die „barbarische“ Kunst. Ernst Gombrich nutzte den Begriff des „Primitivismus“, der durch das Streben nach allgemeingültiger Wahrheit gekennzeichnet sei, als Gegenbegriff zum „Modernismus“, der in der fortschreitenden Entwicklung der Künste nur das jeweils Neueste gelten lassen wolle.
Nach dem Zweiten Weltkrieg nahmen Künstler nur mehr selten Bezug auf einzelne Kunstobjekte. Es entstand ein indirekter, stärker intellektuell als durch Anschauung geprägter Primitivismus. Die Inspiration kommt aus der Ideengeschichte und Soziologie, also mehr von Texten wie z. B. von Georges Bataille, Michel Leiris oder Claude Lévi-Strauss als von Kunstwerken.
Martin Ortmeier zieht zur Erläuterung primitivistischer Strukturen in der modernen Malerei die Erkenntnisse Jean Piagets zur ontogenetischen Entwicklung des Denkens (insbesondere des räumlichen Denkens) heran.
Margareth Werth sah im primitivistischen Werk der Fauvisten eine Regression im psychoanalytischen Sinne, eine Umsetzung präödipaler Urphantasien.

## Primitivismus in der Literatur
Auch in der Literatur gab es primitivistische Strömungen, so in Schweden der von zahlreichen Überseerereisen beeinflusste Artur Lundkvist. Auch Gottfried Benns Werk wurde von Carl Einstein als primitivistisch bezeichnet. Allerdings kann es in der Literatur wegen der Sprachbarriere nicht zu direkten Entlehnungen aus der Kultur schriftloser indigener Völker kommen.